# Echinotriton andersoni
Echinotriton andersoni (japanisch イボイモリ Iboimori) ist eine Schwanzlurchart aus der Familie der Echten Salamander, die auf den japanischen Ryūkyū-Inseln verbreitet ist. Sie wird als gefährdet eingestuft.

## Merkmale
Echinotriton andersoni hat einen breiten, abgeflachten Körper und ist an Rücken- und Bauchseite schwarz bis rötlich braun gefärbt. Die Fußsohlen und die Kloake sind orangefarben und entlang der Schwanzunterseite verläuft eine orangefarbene Linie. Die Wirbelsäule zeichnet sich am Rücken ab und an den Körperseiten befinden sich 12 bis 15 auffällige knaufartige Ausbuchtungen. Die Gesamtlänge der Art beträgt 14,2 bis 20,5 cm und die Kopf-Rumpf-Länge 7,2 bis 10 cm. Der Schwanz ist meist kürzer.

## Lebensweise
Echinotriton andersoni lebt terrestrisch. Die Nahrung besteht aus Wirbellosen wie Käfern, Asseln, Spinnen, Schnecken, Regenwürmern und Tausendfüßlern. Auch Larven wie die des ebenfalls auf den Ryūkyū-Inseln endemischen Schwertschwanzmolches werden gefressen.
Die Fortpflanzungszeit dauert von Februar bis Juli und erreicht ihren Höhepunkt von Mitte März bis Anfang April. Die Fortpflanzung findet an Land statt. Dabei nähert sich das Männchen dem Weibchen und legt Spermatophoren am Boden ab. Das Weibchen wird über diese geführt und trägt sie bis zu vier Monate lang in der Kloake. Zur Eiablage suchen die Weibchen schattige Stillgewässer wie Teiche oder Pfützen auf. Die Eier werden ein bis zwei Meter von diesen entfernt auf Humusboden oder verrottenden Blättern abgelegt. Teilweise geschieht dies auch wenn die Stillgewässer noch trockenliegen. Die Eier sind weißlich und haben einen Durchmesser von etwa 7 mm. Die Larven schlüpfen aus diesen nach 22 bis 27 Tagen und kriechen und springen zu den Stillgewässern. Dort entwickeln sie sich nach zwei bis drei Monaten zu ihrer terrestrisch lebenden Form.

## Verbreitungsgebiet
Die Art ist auf den Ryūkyū-Inseln endemisch. Dort kommt sie verteilt auf sechs Inseln vor. Diese sind die drei Amami-Inseln Amami-Ōshima, Ukeshima und Tokunoshima, die zur Präfektur Kagoshima gehören, sowie die drei Okinawa-Inseln Okinawa-, Sesoko- und Tokashiki-jima in der Präfektur Okinawa. Die Art lebt in immergrünen Wäldern, im Grasland und Sumpfland. Auf Tokunoshima findet sie sich in den dortigen Zuckerrohrfeldern.

## Gefährdung und Schutz
Die International Union for Conservation of Nature (IUCN, „Weltnaturschutzunion“) stuft die Art als gefährdet ein und den Populationstrend als abnehmend. Auch auf der nationalen Roten Liste gefährdeter Arten Japans wird sie als gefährdet eingestuft. Zu den Bedrohungen der Art zählt der illegale Haustierhandel sowohl national als auch international und der Verlust von Lebensräumen durch Abholzungen oder auch Fragmentierung beispielsweise durch den Bau von Straßen. Darüber hinaus fressen eingeführte Tierarten wie der Goldstaubmungo und Wildschweine die adulten Tiere und eingeführte Raubfische und Krebse die Larven. Es gibt jedoch Bekämpfungsmaßnahmen gegen die invasiven Arten.
Teilbereiche der Amami-Inseln liegen im Amamiguntō-Nationalpark. Echinotriton andersoni ist zudem in den Präfekturen Okinawa und Kagoshima als Naturdenkmal ausgewiesen.